# Emo (Ontario)
Emo es un municipio canadiense situado en la provincia de Ontario.

## Superficie
Emo tiene una superficie de 202,28 km².

## Demografía
En 2021, tenía 1204 habitantes, una densidad poblacional de 6 hab./km², y 521 viviendas.